# Хельденплац

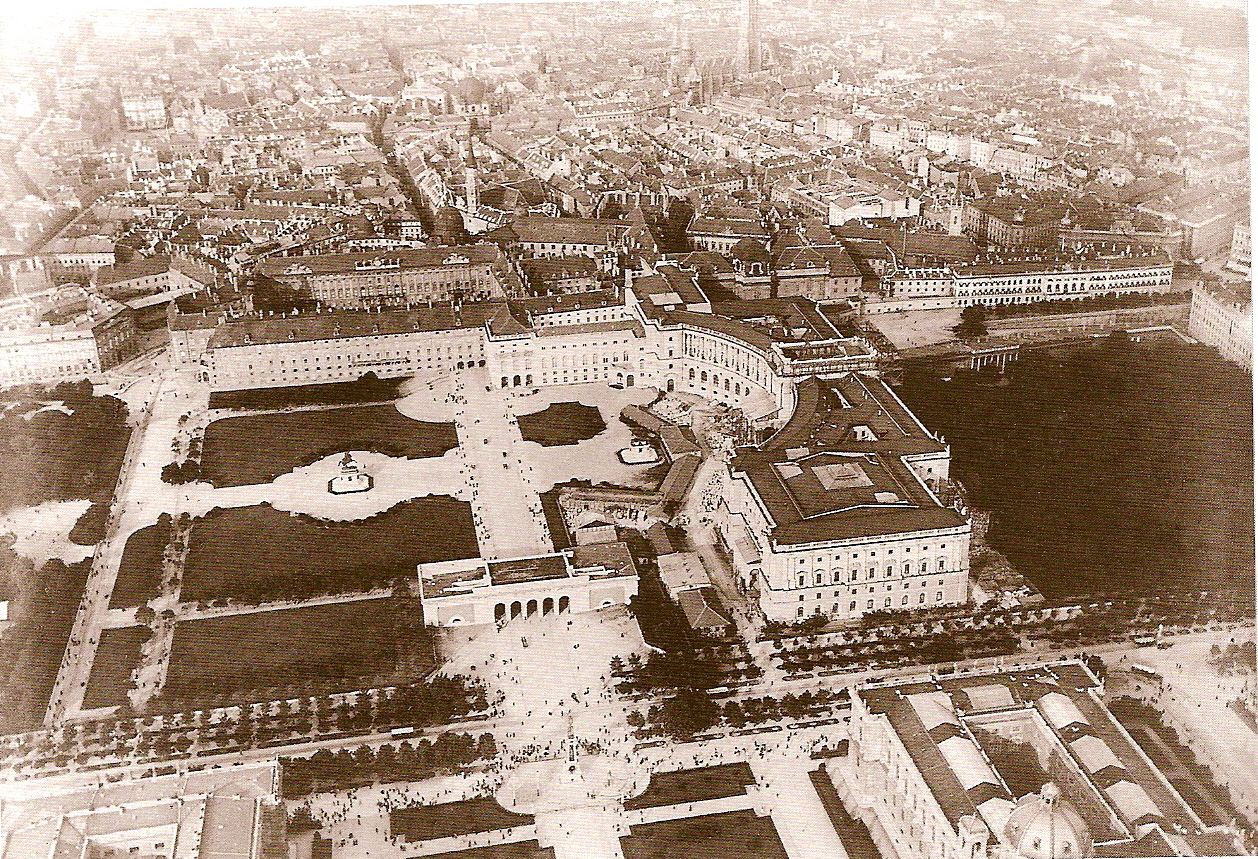
Площадь Хельденплац, 1900 год.

Хельденплац, площадь Героев (нем. Heldenplatz) — историческая площадь в Вене. Наибольшую известность площадь приобрела после выступления Адольфа Гитлера 15 марта 1938 года, провозгласившего с балкона Нового замка аншлюс Австрии нацистской Германией.
Хельденплац является внешней дворцовой площадью резиденции Хофбург. Площадь была построена при императоре Франце Иосифе в рамках проекта колоссального Имперского форума (нем. Kaiserforum) на древнеримский манер, который так и не был построен. Площадь использовалась для проведения военных парадов. Проект разрабатывали совместно архитекторы Готфрид Земпер и Карл фон Хазенауэр.
Хельденплац ограничена зданиями Леопольдовского корпуса (Leopoldinian Tract) и Нового замка (Neue Вurg), а со стороны улицы Рингштрассе — Внешними крепостными воротами (Äußeres Burgtor), по старому названию которых (нем. Heldentor — Арка героев) площадь и получила своё название. В северо-западной части площади строений нет, благодаря чему с неё открывается великолепный вид на здание парламента, ратушу и Бургтеатр.
В центре площади установлены памятники двум известным полководцам — эрцгерцогу Карлу Тешенскому и принцу Евгению Савойскому. Статуи выполнены из бронзы (в 1860 и 1865 гг. соответственно) скульптором Антоном Домиником Фернкорном.
В связи с открытием памятника эрцгерцогу Карлу Тешенскому в примыкающем к площади Фольксгартене 25 мая 1860 года состоялся праздничный концерт Штраус-капеллы, на котором были представлены два специально написанных к открытию памятника произведения Йозефа Штрауса — марш эрцгерцога Карла (нем. „Erzherzog Carl - Marsch“) и вальс «Героические стихи» (нем. „Helden - Gedichte“).
В 2008 году на площади Хельденплац была проведена церемония памяти жертв фашистского режима, приуроченная к 70-летию аншлюса, во время которой было зажжено 80 тысяч свечей.

## В литературе
Хотя на площади происходило множество серьёзных событий, в общественном сознании её связь с исторической речью Гитлера остаётся наиболее памятной. Поэтому название площади было использовано в одноимённой пьесе Томаса Бернхарда «Heldenplatz», посвящённой проблеме антисемитизма в Австрии, а также в стихотворении Эрнста Яндля под названием «wien: heldenplatz».